# Eupithecia excelsa
Eupithecia excelsa là một loài bướm đêm trong họ Geometridae.